# Камарето
Камарѐто или Камаретово (на гръцки: Καμαρωτό, Камарото, катаревуса Καμαρωτόν, Камаротон, до 1926 година Καμαρότι, Камароти) е село в Гърция, дем Синтика на област Централна Македония. Селото има 568 жители (2001).

## География
Селото е разположено в Сярското поле, на 5 километра югозападно от демовия център град Валовища (Сидирокастро).

## История

### Етимология
Според Йордан Н. Иванов името е членувано на камарѐ – множествено число на камара. Наставката -ово в Камаретово е късна под влияние на селищните имена на -ово.

### В Османската империя
През XIX век Камарето е чисто българско селище, числящо се към Демирхисарска кааза на Серския санджак. До 1912 година то е чифлик на Акил бей от Сяр с 40000 дка земи и пасища. В „Етнография на вилаетите Адрианопол, Монастир и Салоника“, издадена в Константинопол в 1878 година и отразяваща статистиката на населението от 1873 година, Камарет (Kamarète) е посочено като село с 45 домакинства и 140 жители българи.
През 1891 година Георги Стрезов пише:
| „ | Камаретово, чифлик на Ю от Демир Хисар един час. Църква гръцка. 25 къщи българе. | “ |

Според статистическите изследвания на Васил Кънчов към 1900 година селото брои 200 жители, всичките българи-християни.
Цялото население на селото е гъркоманско под върховенството на Цариградската патриаршия. Според статистиката на секретаря на Българската екзархия Димитър Мишев („La Macédoine et sa Population Chrétienne“) в 1905 година християнското население на Камарето (Kamaretovo) се състои от 160 българи патриаршисти-гъркомани. В селото има 1 начално гръцко училище с 1 учител и 10 ученици.
При избухването на Балканската война в 1912 година един човек от Камарето е доброволец в Македоно-одринското опълчение.

### В Гърция
През Балканската война селото е освободено от българската армия, но след Междусъюзническата война от 1913 годена, Камарето попада в Гърция. В селото са настанени гърци бежанци. Според преброяването от 1928 година селото е чисто бежанско със 109 бежански семейства с 516 души.
| Име         | Име          | Ново име   | Ново име   | Описание                              |
| ----------- | ------------ | ---------- | ---------- | ------------------------------------- |
| Ески Дермен | Έσκή Ντερμέν | Палиомилос | Παληομυλος | местност ЮЗ от Камарето и С от Кюприя |
| Паша Чаир   | Πασά Τσαίρ   | Ливади     | Λιβάδι     | местност ЮЗ от Камарето               |
| Кусачи      | Κουσάτσι     | Ергалиу    | Εργαλείου  | възвишение на З от Камарето (37 m)    |
| Бакал Чаир  | Μπακάλ Τσαίρ | Ливадаки   | Λιβαδάκι   | местност С от Камарето                |

## Личности
Родени в Камарето
- Ангел Георгиев (1888 – ?), македоно-одрински опълченец, 3 рота на 5 одринска дружина, носител на орден „За храброст“ IV степен[12]

Починали в Камарето
- Крум Сотиров Станчев (Станев), български военен деец, подпоручик, загинал през Първата световна война[13]